# Nicolas Cheong Jin-suk
Nicolas Cheong Jin-Suk (em coreano:  정진석 니콜라오) (Seul, 7 de dezembro de 1931 – 27 de abril de 2021) foi um cardeal sul-coreano, arcebispo-emérito de Seul, segundo cardeal dessa nacionalidade.
Estudou na Universidade de Seul, fez seu bacharelado em Teologia no seminário maior de Seul, em 1954. Estudou também Sociologia em Hong Kong, concluindo seus estudos em direito canônico em Roma.
Foi ordenado padre em 18 de março de 1961. Em 25 de junho de 1970, foi consagrado bispo de Cheongju. Em 3 de abril de 1998, foi elevado a arcebispo de Seul. Em 6 de junho do mesmo ano, foi nomeado como administrador apostólico ad nutum Sanctae Sedis de Pyongyang.
Foi elevado a cardeal no Consistório realizado em 19 de novembro de 2006, com o título de Cardeal-padre de S. Maria Immacolata di Lourdes a Boccea, sendo-lhe imposto o barrete cardinalício na mesma data. Entre 1996 e 1999, foi presidente da Conferência dos Bispos Católicos da Coreia. Sua renúncia do governo pastoral da arquidiocese de Seul, de acordo com o cânon 401 § 1 do Código de Direito Canônico, foi aceita pelo Papa Bento XVI em 10 de maio de 2012.
Jin-suk morreu em 27 de abril de 2021, em Seul, aos 89 anos de idade.

## Conclaves
- Conclave de 2013 - não participou da eleição de Jorge Mario Bergoglio como Papa Francisco, pois perdeu o direito ao voto em 7 de dezembro de 2011.